# Gliese 667 Ce
Gliese 667 Ce est une planète extrasolaire (exoplanète) en orbite autour de l'étoile Gliese 667 C, une naine rouge, composante du système stellaire Gliese 667 et située dans la constellation zodiacale du Scorpion à une distance d'environ 22,1 années-lumière (6,8 parsecs) de la Terre. 